# Slatinky
Slatinky település Csehországban, a Prostějovi járásban. Slatinky Slatinice, Stařechovice, Lutín, Čelechovice na Hané, Čechy pod Kosířem és Drahanovice településekkel határos. Lakosainak száma 591 fő (2024. január 1.).

## Népesség
A település lakosságának változását az alábbi diagram mutatja:
| Lakosok száma | 536  | 595  | 602  | 610  | 432  | 555  | 587  | 573  | 577  | 591  |
|               | 1869 | 1900 | 1921 | 1961 | 1980 | 2011 | 2016 | 2019 | 2021 | 2024 |